# David White (Schauspieler)
David White (* 4. April 1916 in Denver, Colorado; † 27. November 1990 in Los Angeles, Kalifornien) war ein US-amerikanischer Schauspieler.

## Leben und Karriere
David White studierte am Los Angeles City College und sammelte danach erste Schauspielerfahrungen am Pasadena Playhouse und am Cleveland Play House. Im Zweiten Weltkrieg diente er bei den United States Marine Corps. Sein Debüt am New Yorker Broadway machte er 1949 in dem Stück Leaf and Bough.
Ende der 1940er-Jahre begann White erstmals in Fernsehproduktionen aufzutreten. Bis Mitte der 1980er-Jahre sollte er an zahlreichen Serienklassikern in Gastrollen mitwirken. Einem breiten Publikum wurde White insbesondere durch die Fernsehserie Verliebt in eine Hexe bekannt, in der er zwischen 1964 und 1972 den Larry Tate verkörperte. Tate war der vorrangig an lukrativen Geschäften interessierte Vorgesetzte der männlichen Hauptfigur Darrin Stephens. Nachdem Whites Charakter anfangs nur als Nebenfigur angedacht war, wurde sie ab der sechsten Staffel auch offiziell zur Hauptfigur aufgewertet. Auch in anderen Serien spielte der bereits früh ergraute White vor allem ernst wirkende Geschäftsmänner, Offiziere, Polizisten oder Politiker. Seine Kinorollen waren dagegen seltener gesät, aber auch hier spielte er Nebenrollen in zwei Filmklassikern: In Dein Schicksal in meiner Hand (1957) war er neben Tony Curtis und Shirley MacLaine als schmieriger Reporter zu sehen, und in Das Appartement (1960) von Billy Wilder war er einer der fremdgehenden Vorgesetzten von Jack Lemmons Hauptfigur, die dessen Appartement zum Stelldichein nutzen.
Whites erste Frau, die Theaterschauspielerin Mary Welsh (1922–1958), starb an Komplikationen ihrer zweiten Schwangerschaft. 1959 heiratete er Lisa Figus, mit der er eine Tochter namens Alexandra hatte und bis zu seinem Tod zusammenblieb. 1988 starb Jonathan, sein Sohn aus erster Ehe, mit 33 Jahren bei dem Lockerbie-Anschlag. David White starb im November 1990 im Alter von 74 Jahren an einem Herzinfarkt.

## Filmografie (Auswahl)
Kino
- 1957: Dein Schicksal in meiner Hand (Sweet Smell of Success)
- 1958: Die Göttin (The Goddess)
- 1960: Das Appartement (The Apartement)
- 1960: Sunrise at Campobello
- 1961: Ein charmanter Hochstapler (The Great Impostor)
- 1972: Erbschaft in Weiß (Snowball Express)
- 1977: The Happy Hooker Goes to Washington
- 1985: Fast Forward – Sie kannten nur ein Ziel (Fast Forward)
- 1985: Zum Teufel mit den Kohlen (Brewster’s Millions)
- 1989: Mergers & Acquisitions (Kurzfilm)

Fernsehen
- 1949: The Ford Theatre Hour (Folge The Twentieth Century)
- 1951–1954: The Philco Television Playhouse (5 Folgen)
- 1951–1955: Goodyear Television Playhouse (6 Folgen)
- 1956–1958: The Phil Silvers Show (4 Folgen)
- 1959: Vater ist der Beste (Father Knows Best, Folge The Gardener's Big Day)
- 1959/1960: Die Unbestechlichen (The Untouchables, 2 Folgen)
- 1960: Peter Gunn (Folge The Deadly Proposition)
- 1960: Bonanza (Folge San Francisco)
- 1960/1962: Twilight Zone (2 Folgen)
- 1960/1963: Perry Mason (2 Folgen)
- 1961: Meine drei Söhne (My Three Sons, Folge Other People's Houses)
- 1961/1962: Hawaiian Eye (2 Folgen)
- 1962/1963: 77 Sunset Strip (2 Folgen)
- 1963: Die Leute von der Shiloh Ranch (The Virginan, Folge The Man Who Couldn't Die)
- 1964: Mein Onkel vom Mars (My Favorite Martian, 2 Folgen)
- 1964–1972: Verliebt in eine Hexe (Bewitched, 191 Folgen)
- 1972: Kobra, übernehmen Sie (Mission: Impossible, Folge Two Thousand)
- 1973: Adam-12 (Folge A Fool and His Money)
- 1973: Männerwirtschaft (The Odd Couple, Folge Felix Directs)
- 1973: Der sechs Millionen Dollar Mann – Das Erpressersyndikat (The Six Million Dollar Man: The Solid Gold Kidnapping, Fernsehfilm)
- 1974: Kojak – Einsatz in Manhattan (Folge Before the Devil Knows)
- 1974/1975: Cannon (2 Folgen)
- 1974/1976: Make-Up und Pistolen (Police Woman, 2 Folgen)
- 1975: Columbo: Tod am Strand (Identity Crisis)
- 1976: Die Straßen von San Francisco (The Streets of San Francisco, Folge Underground)
- 1976: Detektiv Rockford – Anruf genügt (The Rockford Files, Folge Foul on the First Play)
- 1977: Die Zwei mit dem Dreh (Switch, Fernsehserie, Folge Portraits of Death)
- 1977: The Amazing Spider-Man (Fernsehfilm)
- 1978: Love Boat (Folge Too Hot to Handle/Family Reunion/Cinderella Story)
- 1979: Wonder Woman (Folge The Starships Are Coming)
- 1981: Der unglaubliche Hulk (The Incredible Hulk, Folge Veteran)
- 1981/1982: Quincy (2 Folgen)
- 1985: Cagney & Lacey (Folge Two Grand)
- 1985: Remington Steele (Folge Steele of Approval)
- 1985/1986: Dallas (2 Folgen)
- 1986: Das A-Team (The A-Team, Folge Mission of Peace)
- 1986: Trio mit vier Fäusten (Riptide, Folge The Play's the Thing)
- 1986: Der Denver-Clan (Dynasty, Folge  The Arraignment)